# Leptolepides sprattiformis
 Leptolepides sprattiformis  (lat.: „sprottenähnlicher Zartschupper“) war eine sehr häufige Fischart im europäischen Jurameer vor etwa 150 Millionen Jahren. Sie wurde von der Paläontologischen Gesellschaft zum Fossil des Jahres 2016 gewählt.
Leptolepides sprattiformis war nur etwa vier bis sechs Zentimeter lang und ist den heutigen Sprotten in Größe und Gestalt ähnlich (sprattiformis = sprottenförmig, -ähnlich). 
Eine größere verwandte Art war Tharsis dubius (früher Leptolepides knorri). Beide Arten stellen die meisten im Jura-Plattenkalk versteinerten Fische.
Leptolepides gehört zu den Echten Knochenfischen (Teleostei), besaß also eine fest verknöcherte Wirbelsäule. Er zählt allerdings noch zu den primitiveren Formen, die im Jura erst am Anfang ihrer stammesgeschichtlichen Entwicklung standen. Die Körperbedeckung bestand aus sich überlappenden, zarten Rundschuppen (Cycloidschuppen), die – im Gegensatz zu Ganoidschuppen (Schmelzschuppen) – kaum als Stütze des Körpers dienten. Die schuppenbedeckende Schmelzschicht war nahezu vollständig abgebaut und es existierten nur noch reine Knochenschuppen.
Die kleinen Fische schlossen sich wahrscheinlich zu Schwärmen zusammen, um so besseren Schutz vor ihren Feinden zu haben. Sie waren Beute der zahlreichen Raubfische im Jurameer, was sich durch den versteinerten Mageninhalt gefundener Fische und durch fossile Speiballen nachweisen lässt. Lokale Massenauftreten der Fische werden auch als „Fischli-Flinz“ bezeichnet.